# Felix Eisengräber
Karl Felix Eisengräber (* 7. März 1874 in Leipzig; † 29. April 1940 in München) war ein deutscher Maler und Graphiker.

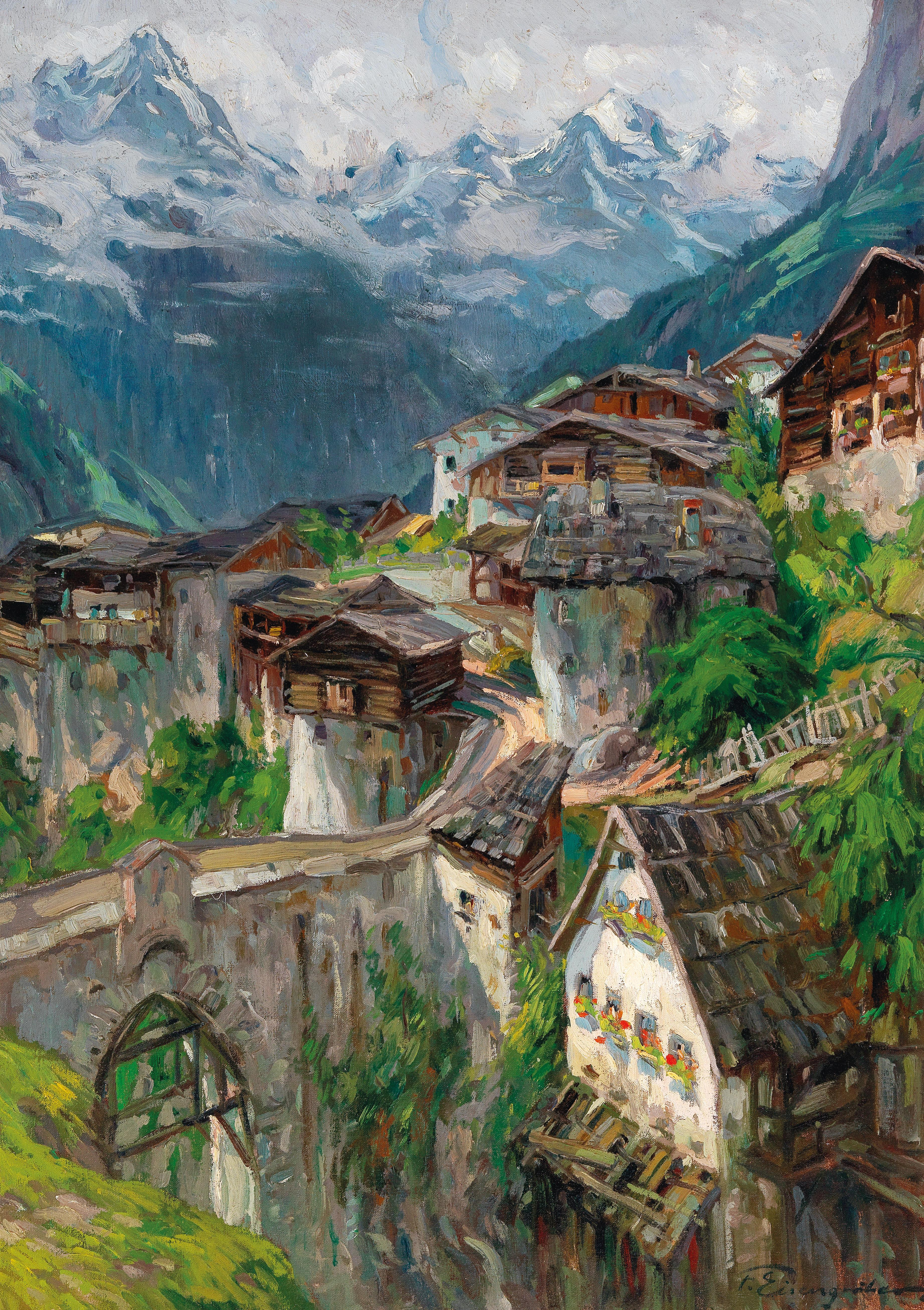
Felix Eisengräber: Grins nahe Landeck in Tirol (1940)

## Leben
Felix Eisengräber studierte zunächst an der Kunstakademie Leipzig bei Ludwig Nieper, später an die Akademie der Bildenden Künste München bei Ludwig von Herterich und Paul Hoecker. Eisengräber führte zusammen mit Paul Weinhold nach dem Tod von Anton Ažbe dessen Schule bis 1913 weiter. Er war Mitglied der Luitpold-Gruppe, einer Abspaltung der Münchner Künstlergenossenschaft und der Vereinigung Die Unabhängigen (Künstler).
In frühen Jahren entwarf er Bucheinbände vor allem im Jugendstil unter anderem für den Verlag S. Fischer und den Kommissionsbuchhändler Friedrich Volckmar. Dabei verwendete er das Monogramm FE.
Er betätigte sich vor allem als Portrait- und Landschaftsmaler mit einer Reihe aus der Umgebung von München, vom Chiemsee und Tirol, hier vor allem in impressionistischer Technik.